# غامبيا بيرد
غامبيا بيرد (بالإنجليزية: Gambia Bird)‏ كانت شركة طيران والناقل الوطني في غامبيا، أنشئت في أكتوبر 2012 من طرف شركة الطيران الألمانية جرمانيا. يقع مقرها الرئيسي في مطار بانجول الدولي. وأعلنت في ديسمبر 2014 عن توقف عملياتها

## الأسطول
كانت الشركة تمتلك طائرتين من نوع إيرباص إيه 319، هذه الطائرات مؤجرة من شركة الطيران الألمانية جرمانيا.

## الوجهات
وجهات غامبيا بيرد كانت على النحو التالي، اعتبارا من يونيو 2014 :
| بلد             | مدينة    | مطار                              | من تاريخ       | حتى تاريخ | Refs |
| --------------- | -------- | --------------------------------- | -------------- | --------- | ---- |
| غامبيا          | بانجول   | مطار بانجول الدولي محور خطوط جوية | —              | حتى الآن  |      |
| غانا            | أكرا     | مطار كوتوكا الدولي                | 2012           | حتى الآن  |      |
| غينيا بيساو     | بيساو    | مطار أوزفالدو فييرا الدولي        |                | حتى الآن  |      |
| ليبيريا         | مونروفيا | مطار روبرتس الدولي                | 2012           | حتى الآن  |      |
| نيجيريا         | لاغوس    | مطار مورتالا محمد الدولي          |                | حتى الآن  |      |
| السنغال         | داكار    | مطار ليوبولد سيدار سنغور الدولي   | 22 أكتوبر 2012 | حتى الآن  |      |
| سيراليون        | فريتاون  | مطار لونجي الدولي                 | 2012           | حتى الآن  |      |
| إسبانيا         | برشلونة  | مطار برشلونة الدولي               | 28 أكتوبر 2012 | حتى الآن  |      |
| المملكة المتحدة | لندن     | مطار غاتوك                        | 24 أكتوبر 2012 | حتى الآن  |      |

## وصلات خارجية
- الموقع الإلكتروني